# 하나마나송
하나마나송은 보니 엠(Bonny M.)의 노래 〈바하마 마마〉(Bahama Mama)를 원곡으로 가사만 《무한도전》의 진행자 캐릭터에 맞게 각색한 것으로, 〈알래스카 특집〉(2007년 2월 10일 방영)에서 박명수의 제안으로 진행된 ‘알래스카식 이름 만들기’ 중에 (현재와 같은 형태는 아니지만) 처음 선을 보였다.
이후 〈황금돼지해 특집〉(2007년 2월 24일 방영)에서 유재석과 노홍철이 출연한 뮤직 비디오가 공개되었고, ‘행사 하나마나’(2007년 4월 14일·5월 26일 방영)의 주요 레퍼토리로 사용되었다. 특히 두 번째 행사 하나마나에서는 안무가 엄태인이 안무를 제작했으며, 또 하하의 편곡으로 하하의 브레이크 댄스를 위한 비트가 추가되며 현재의 하나마나송의 형태를 이루었다.
하나마나송은 무한도전 내에서는 〈이영애 특집〉(2007년 5월 5일 방영) 등의 다른 녹화나 사석, 기타 무한도전 멤버가 초대된 자리에서도 불리며, 〈드라마 특집 - 로맨스〉(3월 10일·3월 17일·3월 24일·3월 31일 방영)와 〈무한여고〉(4월 28일 방영)에서 무한도전 멤버들의 휴대 전화 착신음으로 설정되어 있는 것이 알려지기도 했다. 〈무인도 특집〉(60회) 때에는 하나마나송이 필리핀어로 개사되기도 했다. 또 2007년 8월 행사 하나마나 1기와 2기에서 찜질방, 연세대학교 등에서 열린 적이 있으며 하하가 편곡하여 지금에 이르게 되었다. 2007년 12월 29일 〈무한도전 고맙습니다 콘서트〉에서 선보인 바도 있다.
그 외에도 시청자에게 많은 인기를 얻어 디지털 싱글로 발매되거나 노래방에 추가되는가 하면, 카라가 출연한 경남제약 레모나 광고에서 개사되어 불려 방송 외로 전파를 타기도 했다.